# Muschelkreuz

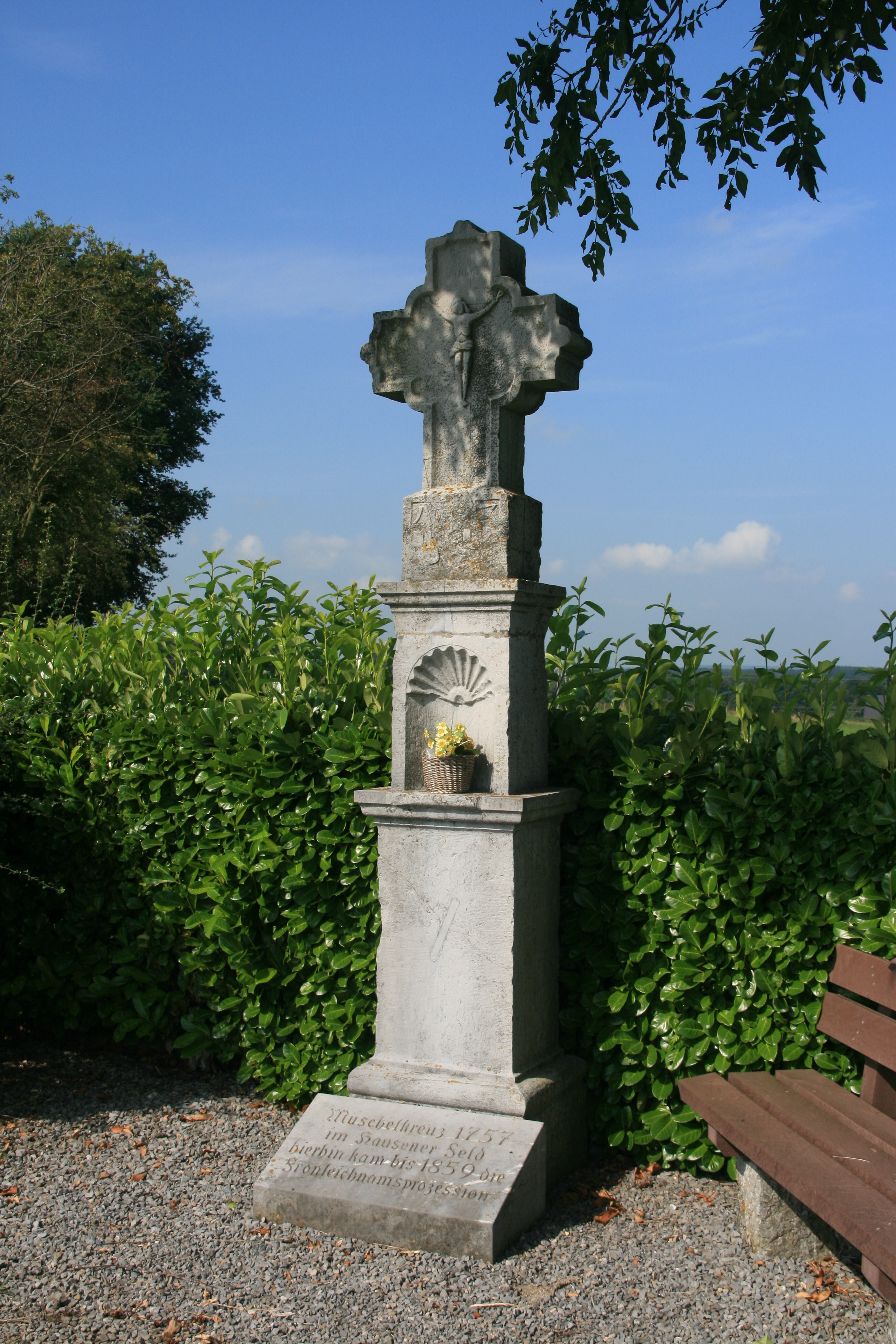
Muschelkreuz

Het Muschelkreuz is een stenen wegkruis in de tot de Belgische gemeente Raeren behorende plaats Hauset, gelegen aan de Asteneter Straße.
Het kruis stamt uit het jaar 1757 en het komt aan zijn merkwaardige naam (letterlijk: Schelpkruis) vanwege de nis in het kruis, die van een schelpvormig gewelf is voorzien. Tot 1859 kwamen er processies naar dit kruis.